# Landschaftsschutzgebiet Donkens Gehölz
Das Landschaftsschutzgebiet Donkens Gehölz ist ein Landschaftsschutzgebiet im Landkreis Aurich des Bundeslandes Niedersachsen. Es trägt die NummerLSG AUR 00004.

## Beschreibung des Gebiets
Das 1966 ausgewiesene Landschaftsschutzgebiet umfasst eine Fläche von 0,12 Quadratkilometern und liegt östlich des Meendemoorwegs vollständig auf dem Gebiet der Gemeinde Ihlow. Das Landschaftsschutzgebiet besteht hauptsächlich aus mittel bis stark degenerierten Resthochmoorflächen im Bereich der Blitzniederung. Es ist verbuscht und teilweise bewaldet. Diese Landschaftsbestandteile haben nach Ansicht des Landkreises Aurich „eine besondere Bedeutung für die Belebung des Landschaftsbildes“.

## Schutzzweck
Genereller Schutzzweck sind der „Erhalt verbliebener Moorrelikte zur Hervorhebung des landschaftsgeschichtlichen Bezuges innerhalb des Raumes“ sowie im Bereich des Artenschutzes die „Sicherung von Rückzugsräumen verbliebener Moorrestvegetation“.